# 遠藤璃菜
遠藤 璃菜（えんどう りな、2005年10月4日 - ）は、日本の女優（元子役）、声優、歌手。ATプロダクション所属。東京都出身。日本芸術高等学園卒業。

## 略歴
- 2歳の時に事務所に入所し、3歳の時に本格的に子役の仕事を始める[3]。2021年のインタビューによると、子供の頃の写真を見ていたところ、仕事でもプライベートでも喉のケアのためにマスクをして、日焼け防止で夏でも1人だけ長袖を着たりしており、意識の高い子供のようだったと語る[3]。
- 2012年10月28日、東京都恩賜上野動物園『うえのパンダ大使』のキャプテンに任命され[4]、2016年3月19日まで務めた[5]。
- 2021年4月1日、TwitterとInstagramを始める[6]。また、5月27日に個人名のYouTubeチャンネル開設と公開をした[7]。初投稿が「【りなうた】夢の果てまで / 早見沙織 covered by 遠藤璃菜」となる。
- 2021年10月27日、1stデジタルシングル『友達』で歌手デビューを果たした[8]。

## 出演
太字はメインキャラクター。

### テレビドラマ
- 天地人 第29回・第30回（2009年7月19日・26日、NHK）お松（幼少） 役
- 桂ちづる診察日録 第10話（2010年11月6日、NHK）
- 風をあつめて（2011年2月11日、NHK）浦上杏奈（6歳） 役
- 土曜ワイド劇場『検事・朝日奈耀子10 医師＆検事〜2つの顔を持つ女!』（2011年2月12日、テレビ朝日）村井ユリ 役
- ドン★キホーテ 最終話（2011年9月24日、日本テレビ）村上香 役
- 蝶々さん〜最後の武士の娘〜（2011年11月19日・26日、NHK）千代 役
- 妄想捜査〜桑潟幸一准教授のスタイリッシュな生活 第3話（2012年2月5日、テレビ朝日）
- 女三代 如月法律事務所 第1話（2012年2月29日、テレビ東京）
- 土曜ワイド劇場『私は代行屋!晴子の事件推理 〜バージンロードを奪った殺人犯!〜』（2012年8月18日、テレビ朝日）吉村彩乃（幼少） 役
- Piece（2012年10月7日 - 12月30日、日本テレビ）須賀水帆（幼少） 役
- シングルマザーズ 第7話・第8話（2012年12月4日・11日、NHK）木島綾乃（少女期） 役
- 書店員ミチルの身の上話 第3話（2013年1月22日、NHK）
- dinner 第4話（2013年2月3日、フジテレビ）はづき（幼少） 役
- GI DREAM（2013年2月2日、BSフジ）森杏里（幼少） 役
- 神様のボート 第1話（2013年3月10日、NHK BSプレミアム）草子（幼少） 役
- ぱじ〜ジイジと孫娘の愛情物語〜（2013年3月27日、テレビ東京）小林あゆみ 役
- 白衣のなみだ 第二部「慈命」（2013年4月29日 - 5月31日、フジテレビ）汐見サヤ 役[9]
- 潔子爛漫〜きよこらんまん〜 第13話・第33話 - 第34話・第38話 - 第39話（2013年9月18日・10月18日 - 10月19日・10月24日 - 10月25日、東海テレビ）二宮桃 役[10]
- 刑事のまなざし 第9話（2013年12月2日、TBS）田中結 役
- ちょっとは、ダラズに。（2014年1月29日、NHK BSプレミアム）紗耶 役
- 慰謝料弁護士〜あなたの涙、お金に変えましょう〜 第8話（2014年2月27日、読売テレビ）坂上ゆな 役
- 芙蓉の人〜富士山頂の妻 第1話 - 第3話・第6話（2014年7月26日 - 8月16日・9月6日、NHK）千代子（少女） 役
- 土曜ワイド劇場『福原警部5』（2014年9月20日、テレビ朝日）根岸絵里（幼少） 役
- 土曜プレミアム『東京にオリンピックを呼んだ男』（2014年10月11日、フジテレビ）和田グレース美弥子（幼少） 役
- 五つ星ツーリスト〜最高の旅、ご案内します!!〜 第2話（2015年1月15日、読売テレビ）大沢ほのか 役
- 限界集落株式会社 第3話・第5話 （2015年2月14日・28日、NHK）景山の娘 役
- Dr.倫太郎 第5話（2015年5月13日、日本テレビ）
- 探偵の探偵 第1話（2015年7月9日、フジテレビ）怜奈（幼少） 役
- ホテルコンシェルジュ 第5話（2015年8月4日、TBS）北林菜月 役
- 水曜ミステリー9『邪魔〜主婦が堕ちた破滅の道』（2015年9月2日、テレビ東京）及川香織 役
- 図書館戦争 BOOK OF MEMORIES（2015年10月5日、TBS）毬江（少女期） 役
- 月曜ゴールデン『検察事務官 黒ユリ』（2016年2月22日、TBS）瞳（少女期） 役
- キッドナップ・ツアー（2016年8月2日、NHK）さゆり 役
- 金曜ロードSHOW 特別ドラマ企画『がっぱ先生!』（2016年9月23日、日本テレビ）小松周子 役
- カルテット 第9話（2017年3月14日、TBS）真紀（幼少期）役
- 月曜名作劇場『はぐれ署長の殺人急行2〜秩父SL迷宮ダイヤ〜』（2017年6月26日、TBS）結城茜 役
- ハルさん 花嫁の父は名探偵!?（2017年12月3日、テレビ朝日）風里（少女期）役
- いつかこの雨がやむ日まで（2018年8月4日 - 9月29日、フジテレビ系列・東海テレビ）北園ひかり（少女期）役
- ハケン占い師アタル 第6話（2019年2月21日・2月28日、テレビ朝日） - 大崎結（少女期）役
- やすらぎの刻〜道（2019年4月8日 - 2020年3月27日、テレビ朝日） - 幸子（少女期）役
- 家政夫のミタゾノ 第5シリーズ 第1話（2022年4月22日、テレビ朝日） - 女子高生 役

### その他のテレビ番組
- おこめりっと（2014年10月4日 - 12月20日、キッズステーション）

### 映画
- 雷桜（2010年）りつ 役
- アンダルシア 女神の報復（2011年）新堂琉花 役
- そして父になる（2013年）

### 舞台
- LegendaryIII（2013年）
- 放浪記（2015年）

### テレビアニメ
2014年
- 蟲師（女の子） - 特別編+1シリーズ
- ばらかもん（久保田陽菜）

2016年
- 旅街レイトショー 第三夜「夏祭り」（ゆかり）
- キズナイーバー（あすか）
- 甘々と稲妻（犬塚つむぎ）

2017年
- カミワザ・ワンダ（黒崎マコ）
- セイレン（園児）
- ひなこのーと（千秋〈幼少〉）

2018年
- 軒轅剣 蒼き曜（龍涓）

2021年
- RE-MAIN（清水明日海）

2022年
- ぼっち・ざ・ろっく!（リョウのクラスメイト）

2023年
- おとなりに銀河（久我まち）

2024年
- 青の祓魔師 島根啓明結社篇（神木月雲）
- ふしぎ駄菓子屋 銭天堂（佐々木日菜）

2025年
- 謎解きはディナーのあとで（児玉里美）

### 劇場アニメ
- だれかのまなざし（2013年、岡村綾〈あーちゃん〉）
- 遊☆戯☆王 THE DARK SIDE OF DIMENSIONS（2016年、少女セラ）
- 若おかみは小学生! （2018年、秋野美陽[26]）
- プリンセス・プリンシパル Crown Handler（2021年 - 2023年、メアリー） - 2作品[一覧 2]
- EUREKA/交響詩篇エウレカセブン ハイエボリューション（2021年、アイリス・マッケンジー[27]）
- ルックバック（2024年、同級生）

### Webアニメ
- 青い羽みつけた!（2021年、ひな[28]）

### ゲーム
- グランブルーファンタジー（2016年 - 2023年、ドロッセル）
- ゴッドイーター3（2018年、フィム[29]）
- サクラ革命 〜華咲く乙女たち〜（2020年、玉野アンジェリカ[30]）

### 吹き替え
- ボス・ベイビー（2018年、ステイシー）※機内上映版（DVD&BD収録）
- プーと大人になった僕（2018年、マデリン〈ブロンテ・カーマイケル〉[31]）
- ダンボ（2019年、ミリー・ファリア〈ニコ・パーカー〉[32]）
- アイリッシュマン（2019年）
- ドクター・ドリトル（2020年、レディ・ローズ〈カーメル・ラニアード〉[33]）
- ウェンズデー（2022年、ウェンズデー・アダムス〈ジェナ・オルテガ〉）
- マッドマックス:フュリオサ（2024年、少女フュリオサ〈アリーラ・ブラウン〉[34]）

### ラジオ
※はインターネット配信。
- Music Spice!（2021年10月6日 - 、FM FUJI）
- 遠藤璃菜のちょっと寄り道してく？（2025年8月2日 - 、文化放送・QloveR※ 「A&G TRIBAL RADIO エジソン」内フロート番組）

### CM
- 任天堂 Wiiの間ショッピング
- Dole おやつバナナ ドリータ「母娘 篇」
- パナソニックフェア「太陽光発電篇 30秒」（2012年）
- ナブコ
  - 「ハローナブコ 篇」（2012年）
  - 「インテリジェントecoドアシステム 篇」（2012年）
- タカラトミー ディズニープリンセス おしゃれドレス（2012年）
- アクサダイレクト「不安な親子 篇」（2012年）
- クラフトフーズ キシリクリスタル（2012年）
- ユニクロ ステテコ＆リラコ「風と暮らす 篇」（2013年）
- マクドナルド ハッピーセット スマーフ2（2013年）
- ポケットモンスター ウエハースチョコ（2013年）
- ABCマート Hawkins Sport Snow Boots（2013年）
- マクドナルド ハッピーセット プリキュア｢早く早く 篇」（2014年）
- ドミノピザ どこのピザ?!「春のクワトロ 篇」（2014年）
- 京王電鉄 プラットガール「高尾山 新緑 篇」（2014年）
- ファミリーマートプレミアムチキン「お目が高い編」（2014年）
- 大正製薬 パブロン ハンドジェル365
- 三井不動産 三井不動産ストーリー 湾岸編「未来の娘編」（2015年）
- サーモス タンブラー
- 花王 エッセンシャル

### PV
- Oranje.（しあわせ。）（2012年6月20日）
- Mrs. GREEN APPLE（サママ・フェスティバル!）（2016年6月15日）

### その他コンテンツ
- イキヅライブ! LOVELIVE! BLUEBIRD（2025年、麻布麻衣[35]）

## ディスコグラフィ

### 配信限定シングル
| 発売日         | 商品名           | 楽曲                 |
| -------------- | ---------------- | -------------------- |
| 2021年10月27日 | 友達             | 「友達」             |
| 2022年2月23日  | サクラノツボミ   | 「サクラノツボミ」   |
| 2022年7月16日  | ラピスラズリ     | 「ラピスラズリ」     |
| 2023年3月21日  | 笑っていたいんだ | 「笑っていたいんだ」 |

### キャラクターソング
| 発売日        | 商品名           | 歌             | 楽曲                                | 備考                                       |
| ------------- | ---------------- | -------------- | ----------------------------------- | ------------------------------------------ |
| 2025年7月30日 | What is my LIFE? | いきづらい部！ | 「What is my LIFE?」 「ヒミツミチ」 | 『イキヅライブ! LOVELIVE! BLUEBIRD』関連曲 |

### シリーズ一覧
1. ↑  特別編『日蝕む翳』、第2期『続章』後半クール（2014年）
2. ↑  第2章（2021年）、第3章（2023年）

### ユニットメンバー
1. ↑  高橋ポルカ（綾咲穂音）、麻布麻衣（遠藤璃菜）、五桐玲（宮野芹）、駒形花火（藤野こころ）、金澤奇跡（坂野愛羽）、調布のりこ（瀬古梨愛）、春宮ゆくり（奥村優季）、此花輝夜（天沢朱音）、山田真緑（小戸森穂花）、佐々木翔音（涼ノ瀬葵音）